# Skam NL
Skam NL was een Nederlandse serie voor jongeren die van september 2018 tot juni 2019 zowel online als via een televisiekanaal werd uitgezonden. De serie was een remake van het succesvolle Noorse Skam, wat 'schaamte' betekent in het Noors. De serie bestond uit losse uploads die de hele week op YouTube verschenen. Aan het eind van de week werden al deze clips samengevoegd tot een aflevering en uitgezonden op NPO 3. De losse video’s werden in realtime geüpload en ondersteund door berichten op sociale media (o.a. Instagram). Hiermee streefden de makers beter aan te sluiten bij het leven van jongeren. In september 2019 kondigde Skam NL aan dat er vanwege een gebrek aan budget geen derde seizoen zou komen.

## Verhaal
Skam NL gaat over het leven van een groep jongeren die allemaal in de bovenbouw van het St-Gregorius College in Utrecht zitten. De serie volgt hen terwijl ze proberen vriendschap en liefde te ontdekken, maar ook wie ze zijn en waar ze thuis horen. De serie behandelt ook andere onderwerpen waar jongeren mee te maken kunnen hebben zoals pesten en seksualiteit.

## Personages
De volgende acteurs en actrices worden aangeduid als castleden van Skam NL. Alleen castleden die in ten minste drie afleveringen van een van de seizoenen voorkomen zijn opgenomen.
 = Hoofdpersonage 
 = Terugkerend
| Acteur                     | Personage             | Gebaseerd op     | Aantal afleveringen | Aantal afleveringen | Aantal afleveringen |
| Acteur                     | Personage             | Gebaseerd op     | Seizoen 1           | Seizoen 2           | Totaal              |
| -------------------------- | --------------------- | ---------------- | ------------------- | ------------------- | ------------------- |
| Suus de Nies               | Isa Keijser           | Eva              | 11                  | 10                  | 21                  |
| Zoë Love Smith             | Liv Reijners          | Noora            | 10                  | 10                  | 20                  |
| Bo van Borssum Waalkes     | Engel Beekman         | Vilde            | 10                  | 10                  | 20                  |
| Sara Calmeijer Meijburg    | Janna Mertens         | Chris            | 10                  | 9                   | 19                  |
| Reiky de Valk              | Kes de Beus           | Jonas            | 11                  | 7                   | 18                  |
| Florian Regtien            | Lucas van der Heijden | Isak             | 10                  | 8                   | 18                  |
| Monk Dagelet               | Noah Boom             | William          | 7                   | 10                  | 17                  |
| Noah Canales               | Jayden School         | Elias            | 5                   | 8                   | 13                  |
| Hadjja Fatmata Tinggel Bah | Olivia                | Ingrid           | 7                   | 3                   | 10                  |
| Sara Awin                  | Imaan Elami           | Sana             | 9                   |                     | 9                   |
| Joep Hendrikx              | Ralph Hansen          | Eskild           |                     | 9                   | 9                   |
| Silver van Sprundel        | Gijs Hartveld         | Penetrator Chris | 6                   | 3                   | 9                   |
| Melisa Diktas              | Esra Aydın            | -                |                     | 8                   | 8                   |
| Aida Gai                   | Tess                  | Sara             | 7                   | 1                   | 8                   |
| Lina Cohen                 | Anna                  | Iben             | 5                   | 3                   | 8                   |
| Lewis Ramos                | Micha                 | -                | 4                   | 4                   | 8                   |
| Dana Nechushtan            | Moeder Isa            | Moeder Eva       | 4                   |                     | 4                   |
| Jurriaan van Seters        | Morris Boom           | Niko             |                     | 4                   | 4                   |
| Marlijn van der Veen       | Marie van Aspen       | Mari             |                     | 3                   | 3                   |
| Maarten van Hinte          | Vader Liv             | Vader Noora      |                     | 3                   | 3                   |

1. ↑  Jayden heeft dezelfde rol als Elias in het eerste seizoen. Vanaf seizoen 2 verschilt Jaydens rol van die van Elias.
2. ↑  In de eerste drie afleveringen waarin Lewis Ramos te zien is, wordt hij aangeduid als 'vriend van Noah'. Vanaf aflevering 11 van seizoen 1 wordt hij aangeduid als Micha.

## Afleveringen

### Seizoen 1
Seizoen 1 werd uitgezonden van 10 september tot 25 november 2018 en had 11 volledige afleveringen. In dit seizoen staat het personage Isa Keijser centraal, haar ingewikkelde relatie met Kes en haar zoektocht naar vriendschap.
| Nr. | Titel         | Datum volledige uitzending Nederland | Duur    |
| --- | ------------- | ------------------------------------ | ------- |
| 1.  | Aflevering 1  | 16 september 2018                    | 20 min. |
| 2.  | Aflevering 2  | 23 september 2018                    | 22 min. |
| 3.  | Aflevering 3  | 30 september 2018                    | 15 min. |
| 4.  | Aflevering 4  | 7 oktober 2018                       | 17 min. |
| 5.  | Aflevering 5  | 14 oktober 2018                      | 17 min. |
| 6.  | Aflevering 6  | 21 oktober 2018                      | 19 min. |
| 7.  | Aflevering 7  | 28 oktober 2018                      | 17 min. |
| 8.  | Aflevering 8  | 4 november 2018                      | 19 min. |
| 9.  | Aflevering 9  | 11 november 2018                     | 17 min. |
| 10. | Aflevering 10 | 18 november 2018                     | 17 min. |
| 11. | Aflevering 11 | 25 november 2018                     | 19 min. |

### Seizoen 2
Seizoen 2 werd uitgezonden van 18 maart 2019 tot 4 juni 2019 en had 10 volledige afleveringen. In dit seizoen stonden het personage Liv Reijners, haar haat-liefdeverhouding met Noah en haar pogingen om een carrière in de muziek te beginnen centraal.
| Nr. | Titel         | Datum volledige uitzending Nederland | Duur    |
| --- | ------------- | ------------------------------------ | ------- |
| 1.  | Aflevering 1  | 26 maart 2019                        | 17 min. |
| 2.  | Aflevering 2  | 2 april 2019                         | 15 min. |
| 3.  | Aflevering 3  | 9 april 2019                         | 20 min. |
| 4.  | Aflevering 4  | 16 april 2019                        | 19 min. |
| 5.  | Aflevering 5  | 23 april 2019                        | 19 min. |
| 6.  | Aflevering 6  | 7 mei 2019                           | 17 min. |
| 7.  | Aflevering 7  | 14 mei 2019                          | 23 min. |
| 8.  | Aflevering 8  | 21 mei 2019                          | 23 min. |
| 9.  | Aflevering 9  | 28 mei 2019                          | 21 min. |
| 10. | Aflevering 10 | 4 juni 2019                          | 22 min. |

1. ↑  Vanwege de schietpartij in Utrecht op 18 maart werden er op 19 maart geen clips of sociale mediaberichten uitgebracht.

## Andere remakes
Skam NL is niet de enige remake van Skam. Ook in verschillende andere West-Europese landen (en de VS) zijn eigen versies van Skam gemaakt. In België worden zelfs twee versies uitgezonden. In samenwerking met de Franse tv zendt La Trois Skam France/Belgique uit. De Vlaamse zenders VIER , VIJF en Telenet hebben hun eigen versie. Die heet wtFOCK en wordt geproduceerd door Sputnik Media.